# Benhamyia hoheria
Benhamyia hoheria är en tvåvingeart som först beskrevs av Miller 1917.  Benhamyia hoheria ingår i släktet Benhamyia och familjen vapenflugor. Inga underarter finns listade i Catalogue of Life.